# シャルロット＝アメリー・ド・ラ・トレモイユ

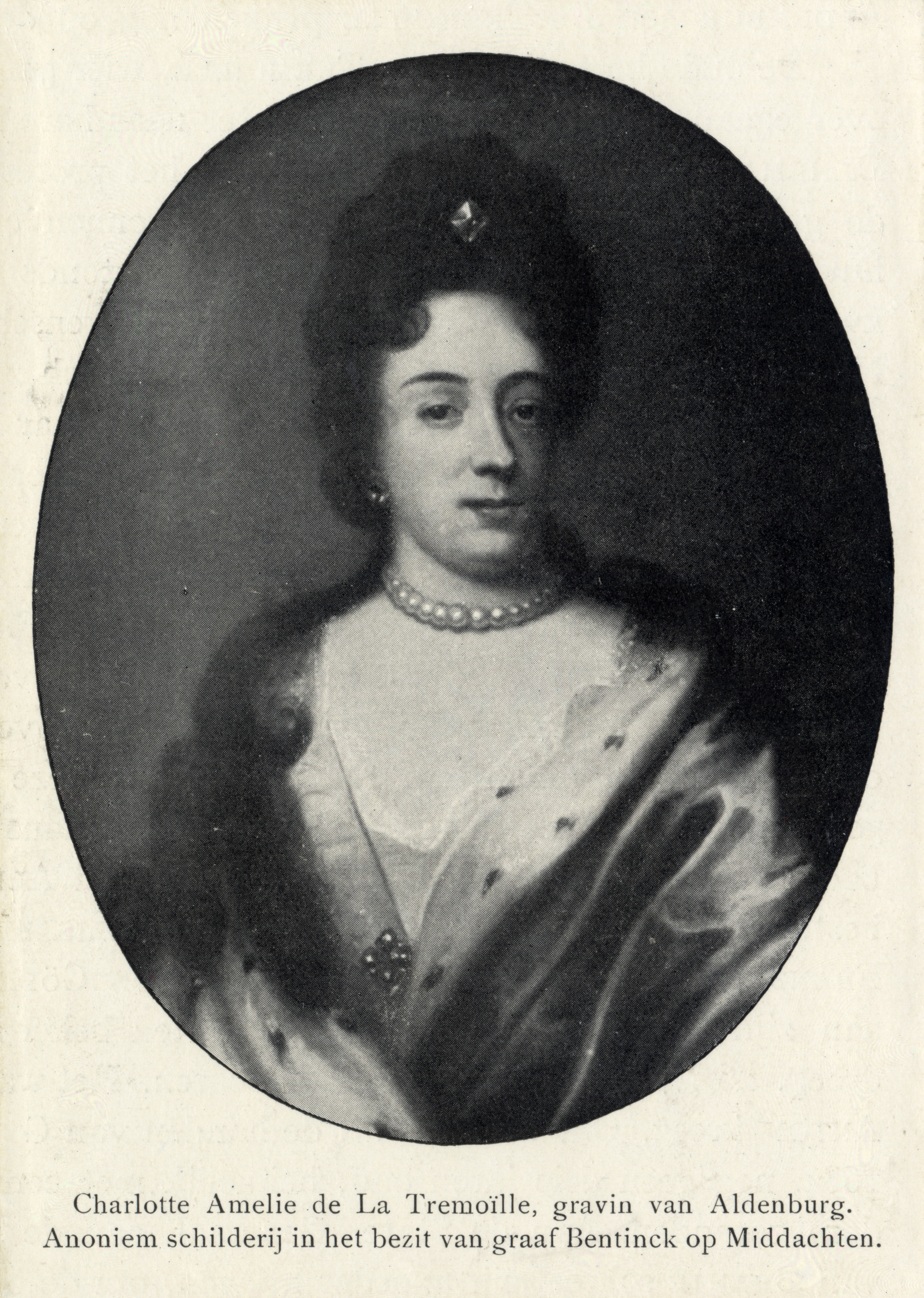
アルデンブルク伯爵夫人シャルロット＝アメリー、18世紀初頭の版画

シャルロット＝アメリー・ド・ラ・トレモイユ（Charlotte-Amélie de La Trémoille, 1652年1月3日 トゥアール - 1732年1月21日 ユトレヒト）は、ブルボン朝時代フランスの貴族女性、回想録作者。同じ洗礼名を持つ従姉のデンマーク王妃シャロデ・アメーリエ（シャルロット＝アメリー）に女官として仕え、王妃の厚い信任と寵愛を得た。

## 生涯
トゥアール公アンリ1世の嫡男ターラント公アンリ・シャルルと、ヘッセン＝カッセル方伯ヴィルヘルム5世の娘エミーリエの間の第1子・長女。父方祖母マリー・ド・ラ・トゥール・ドーヴェルニュの手でユグノー信徒として育てられた。1665年に祖母が死ぬと、叔父のシャルー修道院長ルイ・モーリスによってカトリックへの改宗を強要されそうになったため、オランダで亡命生活を送っていた両親の元に移り、1668年両親とともにトゥアールへ戻った。父は結局1670年カトリックに改宗し、家族にも同様に改宗を勧めたが、シャルロット＝アメリーはこれを拒否した。
1672年、デンマーク王妃シャロデ・アメーリエは従妹の宗教上の苦境を聞き知ると、デンマーク宮廷に来て自分に女官として仕えてはどうか、という解決策を提案した。シャルロット＝アメリーはフランス国王の許可を取り付けたうえで、母に伴われてコペンハーゲンを訪ねた。最初は苦労もあったものの、シャルロット＝アメリーはドイツ語で会話がなされるデンマークの宮廷生活に順応し、すぐに王妃の一番お気に入りのの女官となった。彼女は信心深く、同時に大胆で型破りな人物だったと記録されている。
1680年5月29日、フランス王ルイ14世の仲立ちにより、アントン1世・フォン・アルデンブルク伯爵と結婚。この縁組は王妃の夫のクリスチャン5世王及び王母ソフィー・アメーリエからは歓迎されたが、当の王妃は許しを与えなかった。アルデンブルクが王妃に敵対的な宮廷内のグループに属していたためである。王妃はシャルロット＝アメリーに暇を出し、もし未亡人になったら再び女官として出仕せよと言い渡した。シャルロット＝アメリーは夫がデンマーク王の総督として治めるオルデンブルクに移った。
果たして夫は結婚してわずか5か月後の1680年10月27日に亡くなり、シャルロット＝アメリーは未亡人となった。ところが彼女は妊娠しており、1681年5月に一人息子のアントン2世・フォン・アルデンブルクを出産する。これ以降、シャルロット＝アメリーは息子の相続権を守るために、亡夫の親族たちと長きにわたる係争を繰り広げた。この法廷闘争で自分と息子に加勢をしてもらうため、彼女は何度もデンマーク宮廷を訪れたが、国王は彼女の敵側を支持する立場をとった。しかし王妃は反対に味方になってくれたため、シャルロット＝アメリーはこの縁で再び宮廷に足繁く出入りするようになった。アントン2世は1706年にようやく父の遺領を相続することが認められた。以降、シャルロット＝アメリーはユトレヒトに住み、同地で亡くなった。
シャルロット＝アメリーは息子のために1652年から1719年までの半生を綴った回想録を執筆し、自分と交流のあった人々や、息子の相続権をめぐる係争について、詳細な記録を残した。この回想録は長く忘れ去られていたが、19世紀末頃から大きく注目を集めるようになった。

## 著作
- Édouard de Barthelemy (Hrsg.) Mémoires de Charlotte-Amélie de la Trémoille, comtesse d’Altenbourg (1652–1719), 1876, Reprint 2002, ISBN 978-0-54370-179-4

## 引用
1. ↑  Schwennicke: 19. Juni 1680; Pattou: 19. Mai 1680
2. ↑  Dansk biografisk Lexikon / XV. Bind. Scalabrini - Skanke